# Gekko shibatai
Der Gekko shibatai (japanisch タカラヤモリ, Takara-Yamori) ist eine Geckoart aus der Gattung Gekko, die in Japan verbreitet ist.

## Merkmale
Gekko shibatai

Link zum Bild

Gekko shibatai hat dorsal (rückseitig) eine braune Grundfarbe. Markant sind die leuchtend gelben Stellen am Kehlbereich und am Kopf. Letztere erstreckt sich über die Supralabialen (Oberlippenschilde) und den Rostralschild. Die Jungtiere haben nach dem Schlüpfen eine Gesamtlänge von etwa 3,8 cm, wobei die Schwanzlänge etwa 1 cm ausmacht, während adulte Tiere eine Kopf-Rumpf-Länge zwischen 5,3 und 7,1 cm aufweisen.
G. shibatai unterscheidet sich von den meisten anderen Arten durch das Fehlen ausgeprägter präanaler Poren bei adulten Männchen, die jedoch auch bei G. tawaensis fehlen. Im Gegensatz zu G. tawaensis weist G. shibatai jedoch größere dorsale Tuberkel auf sowie dunkle, unregelmäßig verteilte Flecken auf der Kopfunterseite.
Der Karyotyp besteht aus 2n=38 Chromosomen.

## Lebensweise
Wie andere Geckoarten legt auch Gekko shibatai kalkschalige Eier, die eine weiße Farbe haben. Zur Beute des Geckos zählen hauptsächlich Insekten, aber auch andere kleine Tiere. Im Mageninhalt untersuchter Exemplare wurden beispielsweise Nymphen der Schabenart Opisthoplatia orientalis und eine Blumentopfschlange, die zu den Blindschlangen gehört, gefunden.

## Verbreitungsgebiet und Lebensraum
Gekko shibatai ist auf den Inseln Takara-jima und Kojima der Tokara-Gruppe der japanischen Ryūkyū-Inseln verbreitet. Dort findet sich die Art in verschiedenen Lebensräumen wie in Primär- und Sekundärwäldern, Kalksteinaufschlüssen, Steinmauern, Gärten und Häusern.

## Gefährdungsstatus
Die IUCN stuft die Art als gefährdet (vulnerable) ein, während sie auf der nationalen Roten Liste Japans nur als potenziell gefährdet (near threatened) eingestuft wird. Der Bestand ist insbesondere auf Takara-jima rückläufig, wobei die Ursachen noch unklar sind. Eine mögliche Bedrohung für die Art ist der eingeschleppte Asiatische Hausgecko (Hemidactylus frenatus).

## Systematik
Die Art wurde 2008 von Toda, Sengoku, Hikida und Ota erstbeschrieben. Das Artepitheton shibatai ist Yasuhiko Shibata gewidmet, der „einen großen Beitrag zu unserem Wissen über die Vielfalt und Verbreitung des Japanischen Gekko“ leistete. Es werden keine Unterarten unterschieden. Innerhalb der Gattung Gekko gehört Gekko shibatai zur Untergattung Japonigekko.
Weitere in Japan verbreitete Arten der Gattung Gekko sind:
- G. hokouensis (jap. ミナミヤモリ, Minami-Yamori)
- G. japonicus (jap. ホンヤモリ, Nihon-Yamori)
- G. tawaensis (jap. タワヤモリ, Tawa-Yamori)
- G. vertebralis (jap. アマミヤモリ, Amami-Yamori)
- G. yakuensis (jap. ヤクヤモリ, Yaku-Yamori)

Dabei sind die letzten drei Arten G. tawaensis, G. vertebralis und G. yakuensis genau wie G. shibatai ausschließlich in Japan verbreitet, während G. hokouensis und G. japonicus auch in China und Taiwan beziehungsweise China und Südkorea vorkommen.